# Dolichoderus debilis
Dolichoderus debilis é uma espécie de formiga do gênero Dolichoderus.